# Índice de citações
Um índice de citação é uma espécie de índice bibliográfico, um índice de citações entre publicações, permitindo ao usuário estabelecer facilmente quais documentos posteriores citam quais documentos anteriores. Uma forma de índice de citação é encontrada pela primeira vez na literatura religiosa hebraica do século XII. Índices legais de citação são encontrados no século XVIII e foram popularizados por citadores como Critérios de Shepard (1873). In 1960, Eugene Garfield do Institute for Scientific Information (ISI) introduziu o primeiro índice de citações de trabalhos publicados em periódicos acadêmicos, primeiro o  Science Citation Index (SCI), e depois o "Social Sciences Citation Index (SSCI) e o "Arts and Humanities Citation Index (AHCI). A primeira indexação automática de citações foi feita por CiteSeer em 1997. Outras fontes para tais dados incluem Google Scholar e Scopus da Elsevier.

## História
O mais antigo índice de citação conhecido é um índice de citações bíblicas na literatura rabínica, o Mafteah ha-Derashot, atribuído a Maimonides e provavelmente datado do século XII. Está organizado em ordem alfabética por frase bíblica. Os índices de citações bíblicas posteriores estão na ordem do texto canônico. Esses índices de citação foram utilizados tanto para o estudo geral quanto para o legal. O índice de citação talmúdica "En Mishpat" (1714) incluía até um símbolo para indicar se uma decisão talmúdica havia sido anulada, assim como no século XIX "Critérios de Shepard". Ao contrário dos modernos índices de citação acadêmica, apenas as referências a uma obra, a Bíblia, foram indexadas.
Na literatura jurídica inglesa, os volumes de relatórios judiciais incluíam listas de casos citados naquele volume começando com Raymond's Reports (1743) e seguidos por Douglas's Reports (1783). Simon Greenleaf (1821) publicou uma lista alfabética de casos com notas sobre decisões posteriores que afetam a autoridade precedente da decisão original.
O primeiro verdadeiro índice de citações data da publicação de 1860 da Tabela de Casos de Labatt ... Califórnia ..., seguido em 1872 por Wait's  Tabela de Casos ... Nova York .... Mas o mais importante e mais conhecido índice de citações veio com a publicação em 1873 de Critérios de Shepard.

## Principais serviços de indexação de citações
Índices de citação acadêmica baseados em assinatura e de propósito geral incluem:
- Web of Science por Clarivate Analytics (anteriormente a Propriedade Intelectual e Negócios de ciência de Thomson Reuters)
- Scopus por Elsevier, disponível apenas on-line, que similarmente combina pesquisa de assunto com navegação e rastreamento de citações nas ciências e ciências sociais.

Cada um deles oferece um índice de citações entre publicações e um mecanismo para estabelecer quais documentos citam quais outros documentos. Eles não são de acesso aberto e diferem amplamente em termos de custo: o Web of Science e o Scopus estão disponíveis por assinatura (geralmente para bibliotecas).
Além disso, CiteSeer e Google Scholar estão disponíveis online gratuitamente. 
Vários serviços de indexação de citação de acesso aberto, específicos do assunto, também existem, como:
- INSPIRE-HEP que abrange física de alta energia,
- PubMed, que abrange ciências da vida e tópicos biomédicos, e
- Astrophysics Data System, que cobre astronomia e física.